# John Lee Hooker
John Lee Hooker (Clarksdale, Mississippi, 1917. augusztus 22. – Los Altos, Kalifornia, 2001. június 21.) négyszeres Grammy-díjas amerikai bluesénekes, gitáros és dalszövegíró. Az amerikai Mississippi állam Coahoma megyéjében, Clarksdale-től nem messze született egy zenész családban. Mostohaapja egy helyi blues gitáros volt.

## Életpályája

### Fiatalkora
Hooker 1917. augusztus 22-én született Coahoma megyében, Clarksdale-től nem messze, William (1871-1923) Hooker földbérlő és baptista prédikátor és Minnie Ramsey Hooker (1875-?) tizenegyedik gyermekeként. John és testvérei otthon tanultak. Csak vallási zenéket hallgathattak. 1921-ben szülei elváltak, a következő évben anyja hozzáment William Moore-hoz, egy blues énekeshez, aki biztosította Johnnak az első gitár bemutatóját. Egy évvel később (1923-ban), mikor John édesapja meghalt, John elszökött otthonról. Soha többet nem találkozott anyjával és mostohaapjával.
Az 1930-as években Memphisben élt és dolgozott a Beale Streeten, ahol alkalmi fellépései voltak házibulikon. Különféle gyárakban dolgozott a második világháború alatt, később a Ford Motor Company-nál Detroitban is. Detroit északi részén a Hastings Streeten (a feketék mulatozóhelyének központja) töltötte idejét blues bárokban, találkozóhelyeken. Detroiti klubokban lépett fel, népszerűsége gyorsan nőtt. Új, "hangosabb" hangszerre volt szüksége, ezért megvette első elektromos gitárját.

### Karrier
Hooker karrierje 1948-ban kezdődött el, mikor az ügynöke készíttetett egy demo lemezt Hookerrel és a Bihari brothers-szel (a Modern Records tulajdonosaival).
Dadogott, a dalait félig beszélve adta elő, ami jellegzetességévé vált. Zenéjének ritmusa kötetlen volt, hasonlított a Delta blues előadóira. Éneke is inkább a beszédhez állt közelebb, semmint dallamok kiénekléséhez. Ez a laza, kötetlen stílus a Chicagóból érkező elektromos blues zenekarok megjelenésével vesztett népszerűségéből, bár amikor nem szólóban játszott, Hooker megpróbálta a kettőt ötvözni.

### Zenéje
Hooker Memphisben (Tennessee állam) kezdett zenélni, majd 1943-ban Detroitba költözött, ahol gyári munkás volt. Itt élt 1969-ig, a város keleti részén, a feketék szórakozóhelyei közelében. Első lemezfelvételeit 1948-ban készítette, ezek közül a "Boogie Chillen" sláger lett. Több mint egymillió darabot adtak el belőle. Ez megteremtette számára a lehetőséget, hogy olyan, ma már klasszikus dalokat vegyen fel, mint a "Crawling King Snake", az "In the Mood", a "Rock House Boogie" és a "Shake Holler Run".
Szólókarriert kezdett, az 1960-as évek elején a blues és a folk rajongói között is népszerűvé vált, így ő mutathatta be a közönségnek a fiatal Bob Dylant.
1980-ban előadta nagy sikerű dalát, a "Boom Boom"-t a Blues Brothers című filmben.
1989-ben vendégmuzsikusok – Keith Richards, Carlos Santana – társaságában felvette The Healer című, Grammy-díjnyertes albumát.
2001-ben, röviddel európai turnéja előtt betegedett meg, és nem sokkal utána elhunyt.
Hooker több, mint 100 albumot vett fel, utolsó éveiben San Franciscó-ban élt.
Jellegzetes, mély tónusú énekhangja mellett gitárkísérete iskolát teremtett. Gitárstílusa egyszerűnek tűnik, ám lüktető basszusmeneten alapuló, egyetlen gitáron játszott kétszólamú kísérete technikai bravúr. Még az 1990-es évek elején is készített felvételeket, így duettet énekelt Van Morrison Gloria című dalában, illetve Bonnie Raitt-tal.

## Díjai, elismerései
- Csillagot kapott a hollywoodi Walk of Fame-en
- Bekerül a Blues Hall of Fame-be (1980)
- Bekerül a Rock and Roll Hall of Fame-be (1991)

Grammy díjai
- A legjobb tradicionális blues felvétel 1990-ben az "I'm in the Mood"-ért (Bonnie Raittel)
- A legjobb tradicionális blues felvétel 1998-ban a "Don't Look Back"-ért
- Grammy életműdíj 2000-ben

Két dalát, a "Boogie Chillen"-t és a "Boom Boom"-t beválasztották a Rock and Roll Hall of Fame: "500 dal, amely megváltoztatta a Rock and Roll-t" listájába. A "Boogie Chillen" egyike volt Az évszázad dalainak.

## Fontosabb felvételei
- 1959:  How Long Blues (released on United)
- 1959:  I'm John Lee Hooker (Vee Jay Records)
- 1959:  The Folk Blues of John Lee Hooker (Riverside)
- 1959:  Burning Hell (Riverside)
- 1960:  That's My Story (Riverside)
- 1960:  House Of The Blues
- 1960:  I'm John Lee Hooker
- 1961:  John Lee Hooker Sings The Blues
- 1961:  Plays And Sings The Blues
- 1962:  Burnin'
- 1962:  Drifting the Blues
- 1962:  Tupelo Blues
- 1964:  The Great John Lee Hooker
- 1964:  I Want To Shout The Blues
- 1964:  Burning Hell
- 1965:  Hooker & The Hogs
- 1965:  Seven Nights
- 1967:  Urban Blues
- 1967:  Live at Caf? Au Go: Go
- 1968:  Hooked on Blues
- 1969:  Get Back Home
- 1969:  Big Red Blues
- 1969:  Simply The Truth
- 1971:  Endless Boogie
- 1971:  Hooker 'N' Heat/Infinite boogie
- 1971:  Never Get Out Of These Blues Alive
- 1972:  Live At Soledad Prison
- 1973:  Kabuki Wuki
- 1974:  Free Beer And Chicken
- 1976:  In Person
- 1979:  Sad & Lonesome
- 1980:  Everybody Rockin'
- 1986:  Jealous
- 1987:  Don't Look Back
- 1989:  John Lee Hooker's 40th Anniversary Album
- 1989:  The Detroit Lion
- 1989:  The Healer
- 1990:  The Hot Spot (Featuring Miles Davis)
- 1991:  Mr. Lucky
- 1992:  Boom Boom
- 1992:  This Is Hip
- 1995:  Chill Out
- 1995:  Whiskey & Wimmen
- 2001:  House Rent Boogie
- 2006:  Hooker

## Hatása
Számos dalát popegyüttesek is lemezre vették, így a Rolling Stones és az Animals.
Dalait lemezre vették például Dimples (Animals, Spencer Davis Group), Boom boom (Animals, Yardbirds).